# Całościowe zaburzenie rozwoju
Całościowe zaburzenie rozwoju, CZR, PDD (od ang. pervasive developmental disorder) – kategoria diagnostyczna obejmująca zaburzenia rozpoczynające się w dzieciństwie, charakteryzujące się trudnościami w komunikacji i kontaktach społecznych, często także nietypowym zachowaniem i słabością fizyczną.

## Zaburzenia zaliczane do CZR
- autyzm dziecięcy
- zespół Aspergera
- zespół Hellera
- zespół Retta

Gdy osoba z zaburzeniem nie spełnia wszystkich kryteriów dla któregoś z pozostałych CZR, ale wykazuje poważne trudności w kontaktach społecznych i komunikacji i inne charakterystyczne zachowania, rozpoznaje się całościowe zaburzenie rozwoju niezdiagnozowane inaczej (PDD-NOS, od ang. pervasive developmental disorder not otherwise specified; kod ICD-10: F84.8-9).
Inne całościowe zaburzenia rozwoju lub zespoły chorobowe o niejasnej przynależności:
- upośledzenie zdolności niewerbalnego uczenia się – wiele przypadków klasyfikowanych jako (łagodniejsze) całościowe zaburzenie rozwoju (zespół Aspergera lub PDD-NOS); nie wszystkie przypadki powodują (poważniejsze) objawy w sferze społeczno-emocjonalnej, wiele objawów pokrywa się z zespołem Aspergera, niektóre postacie zdają się być de facto rodzajem łagodnych postaci ZA (prawdopodobnie o odmiennej etiologii niż te, które wykazują więcej cech autyzmu dziecięcego)
- zaburzenie semantyczno-pragmatyczne – kategoria diagnostyczna wprowadzona w DSM-5 (pod nazwą social communicaton disorder) na określenie poważniejszych zaburzeń w komunikacji społecznej bez towarzyszących charakterystycznych dla spektrum zaburzeń autystycznych objawów związanych z repetytywnymi zachowaniami i ograniczonymi zainteresowaniami, o wątpliwej wartości diagnostycznej
- zespół unikania patologicznego
- zespół wielu złożonych zaburzeń rozwojowych.

## Klasyfikacja ICD10
| kod ICD10     | nazwa choroby                                                                               |
| ------------- | ------------------------------------------------------------------------------------------- |
| ICD-10: F84   | Całościowe zaburzenia rozwoju                                                               |
| ICD-10: F84.0 | Autyzm dziecięcy                                                                            |
| ICD-10: F84.1 | Autyzm atypowy                                                                              |
| ICD-10: F84.2 | Zespół Retta                                                                                |
| ICD-10: F84.3 | Inne dziecięce zaburzenia dezintegracyjne                                                   |
| ICD-10: F84.4 | Zaburzenie hiperkinetyczne z towarzyszącym upośledzeniem umysłowym i ruchami stereotypowymi |
| ICD-10: F84.5 | Zespół Aspergera                                                                            |
| ICD-10: F84.8 | Inne całościowe zaburzenia rozwoju                                                          |
| ICD-10: F84.9 | Całościowe zaburzenie rozwoju nieokreślone                                                  |